# Понте Нуово (Пезаро и Урбино)
Понте Нуово је насеље у Италији у округу Пезаро и Урбино, региону Марке.
Према процени из 2011. у насељу је живело 55 становника. Насеље се налази на надморској висини од 400 м.